# لوکپا، آنگولا
لوکپا (به انگلیسی: Lucapa (Lukapa)) شهری در استان لوندای شمالی واقع در کشور آنگولا است که در سال ۲۰۰۹ میلادی ۲۷٬۲۳۶ نفر جمعیت داشته است.